# 蔚姓
蔚姓是中文姓氏之一，在《百家姓》中排第365位。在现代他是极罕见的姓氏。

## 起源
蔚姓有多种来源：
1. 出自姬姓，以邑为姓氏。《姓氏考略》中记载：周宣王时，郑国公子翩封在蔚邑，世称蔚翩，其后代便称蔚氏。
2. 以地为姓氏。南北朝时北周宣帝置蔚州，当地遂有人以地名为姓氏。

## 郡望
- 琅邪郡：秦始皇置，今山东东南部。

## 延伸阅读
[在维基数据编辑]
 《百家姓》
 《欽定古今圖書集成·明倫彙編·氏族典·蔚姓部》，出自陈梦雷《古今圖書集成》